# Pangkal Kalong
Pangkal Kalong – miasto w Malezji, w stanie Kelantan. Według danych szacunkowych na rok 2008 liczy 40 581 mieszkańców. Ośrodek przemysłowy.